# Ingo Richter

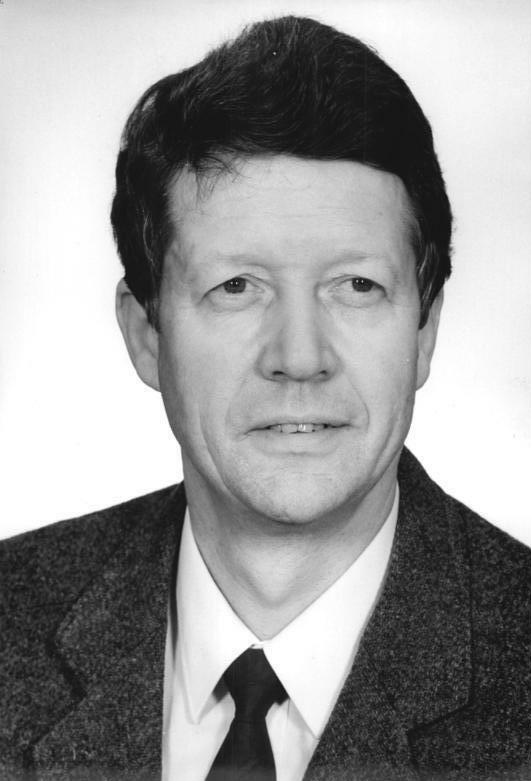
Ingo Richter, 1990

Ingo Martin Richter (* 15. Oktober 1936 in Staßfurt) ist ein deutscher Mediziner. Er war Professor für Pädiatrische Onkologie und Hämatologie an der Universität Rostock und nach der politischen Wende 1989 Mitbegründer der SPD in Mecklenburg-Vorpommern.

## Leben
Ingo Richter verlebte seine Kindheit in der Kleinstadt Tessin bei Rostock. Seine Eltern Paul-Gerhard und Margarete Richter waren hier Landärzte. Von 1958 bis 1964 studierte er Medizin an der Universität Rostock. Er promovierte sofort nach dem Studium und arbeitete anschließend als Kinderarzt.
Während der politischen Wende 1989 war Ingo Richter einer der Initiatoren der Besetzung der Zentrale der Staatssicherheit am 4. Dezember 1989 und des Besuches von Willy Brandt in Rostock am 6. Dezember 1989. Er gehörte zu den Mitbegründern der SPD und wurde 1990 zum Vorsitzenden der Partei für Rostock, später für den damaligen Bezirk Rostock gewählt.
Er gehörte ferner zu den maßgeblichen Initiatoren einer Wiederauflage der historischen Mecklenburgischen Volks-Zeitung, als  „Stimme der neuen Demokratie für Mecklenburg-Vorpommern“.
Ingo Richter entschied sich aber gegen eine Laufbahn als Parteipolitiker: am 7. Mai 1990 kehrte er an seine Wirkungsstätte an der Kinderklinik der Universität Rostock zurück, an der er 1992 bis 2002 den Lehrstuhl für Pädiatrische Onkologie und Hämatologie übernahm und im selben Jahr Direktor dieser Abteilung wurde. Von 1999 bis 2002 war er zusätzlich Chef der Universitäts-Kinder- und Jugendklinik Rostock. Ingo Richter wurde 2002 emeritiert.

## Leistungen
Richter war 1992 Gründer der „Hanse-Tour Sonnenschein“ in Rostock, eines Fördervereins für leukämie- und krebs- sowie andere chronisch kranke Kinder. In den elf Jahren seines Bestehens konnten mit verschiedenen Aktivitäten bis 2006 insgesamt fast zehn Millionen Euro Spenden gesammelt und die Kinder-Krebsabteilung zu einer Kind-Eltern-Hotelstation ausgebaut werden.
Im Oktober 2005 gründete Richter die „Hanseatische Bürgerstiftung Rostock“, die einzelne Projekte für die Bürger der Stadt Rostock unterstützt, wie die Förderung von Zivilcourage bei Schülern, Gewaltprävention, Integration von Behinderten, Förderung des Lesens oder Bildungsförderung.

## Ehrungen
- 2003: Bundesverdienstkreuz erster Klasse
- 2006: Preisträger des Albert-Schulz-Preises der Albert-Schulz-Stiftung, der für sein vielfältiges gesellschaftliches Wirken verliehen wurde, das im Sinne der Grundsätze, die das Leben des ehemaligen Rostocker Oberbürgermeisters und SPD-Politikers Albert Schulz bestimmt haben, beispielhaft ist.

## Schriften (Auswahl)
- Beitrag zur Sideroblastenforschung. Dissertation, Universität Rostock, 1964.
- Christian Plath, Ingo Richter, Hans-Joachim Stolpe: _1hn1_1hn5N-analytische [N-analytische] Untersuchungen zu speziellen Problemen des Stickstoffmetabolismus im Kindesalter. Dissertation B, Universität Rostock, 1983.
- Herbst '89 – die Wende in Rostock: Zeitzeugen erinnern sich. Universität Rostock, Philosophische Fakultät, Historisches Institut, 1999, ISBN 3-86009-169-7.
- Zur Geschichte des Arztbriefes. Dt. Ges.-wesen 1969; 44: 2106-2108, PMID 4916203.